# Francisco Rodriguez Lobo
Francisco Rodriguez Lobo, född omkring mitten av 1581, död 4 november 1622 (enligt andra uppgifter 1617 och 1629), portugisisk skald. Lobo författade på blandad prosa och vers de tre herderomanerna O pastor peregrino (1604; indelad i jornadas), A primavera (1608; indelad i "skogar" och "strömmar") och O desenganado (1614). För dessa hedrades han med namnet "Portugals Theokritos".